# وویوودینتسی
وویوودینتسی (به صربی: Vojvodinci) یک منطقهٔ مسکونی در صربستان است که در Vršac municipality واقع شده‌است. وویوودینتسی ۴۱۷ نفر جمعیت دارد و ۷۴ متر بالاتر از سطح دریا واقع شده‌است.